# Жердер, Римма Александровна
Римма Александровна Антонова (Жердер) (4 июня 1940, Орск — 8 марта 2021, Москва) — советская и российская театральная актриса, народная артистка России (2007), солистка Свердловского театра музыкальной комедии.

## Биография
Родилась 4 июня 1940 года в городе Орске Чкаловской области.
В 1959 году завершила обучение в техническом училище.
С 1961 по 1964 годы работала на сцене Оренбургского театра музыкальной комедии, с 1964 по 1966 годы — в Театре оперетты Урала (г. Новоуральск).
В 1966 году становится солисткой Свердловского государственного академического театра музыкальной комедии.
Скончалась 8 марта 2021 года в Москве. Похоронена на Широкореченском кладбище Екатеринбурга рядом с мужем.

## Семья
Муж — народный артист РСФСР Эдуард Жердер (1938—2006).
Дочь — актриса Московского театра оперетты, заслуженная артистка России Жанна Жердер.

## Награды
- Народная артистка России (10.10.2007).
- Заслуженная артистка РСФСР (13.05.1981).
- Благодарность Министра культуры Российской Федерации (14.10.2003) — за большой вклад в развитие театрального искусства и в связи с 70-летием со дня основания театра[4].

## Работы в театре
Свердловский театр музыкальной комедии — театральная работа
- Таня — «Девушка с голубыми глазами» В. Мурадели;
- Дурраччино — «Король на четвёрку с минусом»;
- Чиполетта — «Разбойники»;
- Магнолия — «Требуется героиня»;
- Глика — «Табачный капитан»;
- Дунька — «Товарищ Любовь»;
- Анджела — «Женщина в подарок» Б. Пизано;
- Вирджини — «О, милый друг» В. Лебедева;
- Клава — «Беспечный гражданин» А. Затина;
- Герцогиня Божена Куденштейн — «Графиня Марица»;
- Семеновна — «Бабий бунт»;
- Анриетта — «Скандал по-французски»;
- Римма — «Парк советского периода»;
- Аделина (в настоящем) — «Черт и девственница»;
- Брюсша — «Екатерина Великая»;
- Черепаха Тортила — «Приключения Буратино» А. Рыбникова;
- Каролина — «Принцесса цирка» И. Кальмана;
- Императрица — «Цыган-премьер»;
- бабушка Цейтл — «Скрипач на крыше»;
- «Как вернуть мужа» В. Ильина, В. Лукашова;
- «Звёзды театра сияют для вас…» И. Кальмана.

## Фильмография
Римма Жердер имеет одну работу в кино:
- 1974 — «Мелодии любви» (фильм-спектакль), Анина Мирамонти.